# José María Tamburini
José María Tamburini Dalmau (Barcelona, 1856-Barcelona, 1932) fue un pintor y crítico de arte español.

## Biografía
Estudió en la Escuela Llotja con Antoni Caba en Barcelona, en París con Léon Bonnat y Roma y Nápoles, donde entró en contacto con Domenico Morelli y Gioacchino Toma.
De nuevo en Barcelona, publicó varios artículos, críticas y dibujos en La Vanguardia y L'Avenç, sin dejar de exponer pinturas en la Sala Parés.
Se dedicó inicialmente a la pintura histórica, con obras como El conde de Urgel hecho prisionero por los hombres del rey Fernando de Antequera (1891), pero fue alejándose del realismo académico y orientándose hacia el simbolismo y prerrafaelismo, dotando a sus obras de un aire literario, en obras como Armonías del bosque de 1896.
Mostró sus obras en varias ocasiones en las Exposiciones Nacionales de Bellas Artes que se hacían en Madrid y fue vocal de la Junta de Museos de Cataluña y profesor de la Escuela de la Llotja, así como uno de los cofundadores de la Sociedad Artística y Literaria de Cataluña, en 1900.
También colaboró en varias revistas como Álbum Salón, Iris, La Ilustració Catalana, La Ilustración Artística y Hojas Selectas. Falleció el 3 de mayo de 1932 en Barcelona.

## Premios y reconocimientos
- 1888 - Medalla de plata en la Exposición Universal de Barcelona (1888).
- 1898 - Premio extraordinario de la Reina Regente en la exposición de Barcelona de 1898 por su Cuento azul.[3]
- 1911 - Premio de SM los Reyes de España.